# Acraea pharsalus
Acraea pharsalus är en fjärilsart som beskrevs av Ward 1871. Acraea pharsalus ingår i släktet Acraea och familjen praktfjärilar. Inga underarter finns listade i Catalogue of Life.